# Metiletilketon
Metiletilketon (tehnički poznat po inicijalima MEK, 2-butanon, CH3COCH2CH3 ili C4H8O) se priređuje dihidrogenacijom s-butilalkohola i oksidacijom butana.

## Dobivanje
Velik ga dio nastaje pri proizvodnji octene kiseline iz butana.
Metil-i-butilketon priređuje se kontroliranom katalitičkom oksidacijom mezitiloksida.

## Osobine
Kada se koristi MEK nusproizvod su propanoati (soli propanske kiseline).
MEK može oksidirati kalijev permanganat u alkalnom okruženju.

## Upotreba
Upotrebljava se najviše kao otapalo za deparafiniranje mazivih ulja.